# Federal Air Marshal Service
De Federal Air Marshal Service is een onderdeel van de federale veiligheidsdiensten van de Verenigde Staten onder de supervisie van de Transportation Security Administration (TSA) van het Department of Homeland Security (DHS). De Federal Air Marshal Service heeft als opdracht "het vertrouwen in de burgerluchtvaart te stimuleren door de inzet van federale airmarshals die vijandige acties tegen de Verenigde Staten detecteren, ontmoedigen en verhinderen."
Vanwege de aard van hun beroep reizen federale airmarshals vaak. Ze moeten trainen om bekwame scherpschutters te worden. In de jaren 90 werden airmarshals geacht de hoogste vuurwapenkwalificatienormen te hebben van alle federale wetshandhavingsinstanties in de Verenigde Staten. Hun taak is om zich te mengen onder de andere passagiers aan boord van vliegtuigen en daarbij volop hun opleiding, met inbegrip van onderzoekstechnieken, herkenning van misdadig terroristisch gedrag, vuurwapenvaardigheid, vliegtuig-specifieke tactieken en methoden van directe zelfverdediging en lijf-aan-lijfgevechten in te zetten om de passagiers te beschermen.

## Geschiedenis
Het was president John F. Kennedy die als eerste in 1961 verordende dat federale wetshandhavingsfunctionarissen werden ingezet om op bepaalde risicovluchten als veiligheidsfunctionaris op te treden. De Federal Air Marshal Service begon op 2 maart 1962 als het FAA Peace Officers-programma van de Federal Aviation Administration (FAA). Op deze datum studeerden de eerste 18 vrijwilligers van de Flight Standards Division van de FAA af. Ze kregen training van de Amerikaanse grenspatrouille in Port Isabel (Texas). In functie volgde een jaarlijks bijscholingsprogramma in Brownsville (Texas).
Later werd het detachement een integraal onderdeel van de Civil Aviation Security Division van de FAA. In 1963, na een artikel in FAA Horizons Magazine, werden de FAA- vredesmedewerkers binnen de FAA intern "Sky Marshals" genoemd, hoewel de term bijna tien jaar lang niet door de media zou worden gebruikt. Vele jaren na hun eerste start kregen de ambtenaren vuurwapens en lessen lijf-aan-lijfgevechten bij de FBI Academy op het trainingscentrum van de United States Marine Corps in Quantico (Virginia).
In oktober 1969 startte de United States Marshals Service, vanwege het toenemende geweld van gekaapte vliegtuigen in het Midden-Oosten, een Sky Marshal Division enkel vanuit het Miami Field Office. Het programma werd geleid door John Brophy en bemand met een handvol afgevaardigden. Omdat de meerderheid van de kapingen plaatsvond buiten de jurisdictie van de staat Florida eind jaren zestig, nam de United States Marshals Service dit programma op federaal niveau over om luchtpiraterij te proberen bestrijden met federale rechtsbevoegdheid.
Het "Sky Marshal Program" van de jaren 1970 werd later een gezamenlijke inspanning van de United States Customs Service, de Amerikaanse douane (nu U.S. Customs and Border Protection (CBP)) en de FAA en werd geleid door generaal Benjamin O. Davis Jr.. Op 11 september 1970 beval president Richard Nixon, als reactie op toenemende luchtpiraterij door islamitische radicalen, de onmiddellijke inzet van gewapende federale agenten op Amerikaanse commerciële vliegtuigen. Aanvankelijk werden federale agenten van het United States Department of the Treasury ingezet. Vervolgens richtte de United States Customs Service de afdeling Air Security op en creëerde de functie van Customs Security Officer (CSO). Ongeveer 1.700 personeelsleden werden ingehuurd voor deze functie en werden opgeleid in een specifiek eigen trainingscomplex voor de Treasury Air Security Officers (TASOS) in Fort Belvoir, Virginia. Beveiligingsmedewerkers van de douane werden ingezet op commerciële vluchten onder Amerikaanse vlag, zowel op binnenlandse als internationale routes. Ze werkten undercover in teams van twee en drie. Douanepersoneel verzekerde ook de veiligheidscontrole voorafgaand aan geselecteerde vluchten op binnenlandse Amerikaanse luchthavens.
Na de verplichte screening van passagiers door de FAA op Amerikaanse luchthavens die begon in 1973, werd de functie van Treasury Air Security Officer opgeheven en het personeel heringezet als Customs Security Officer, later customs patrol officer, customs inspector of customs special agent op andere locaties voor de United States Customs Service. In 1974 waren gewapende airmarchals een zeldzaamheid op Amerikaanse vliegtuigen.
Een klein eenheid Federal Air Marshals bleef na 1974 bij de FAA in dienst. Het personeel dat onder dit programma werd opgeleid, was beperkt tot 10-12 personen. Voor de toen volgende jaren, na het verdwijnen van de Treasury Air Security Officer waren de FAA airmarchals zelden op missie op vluchten.
In 1985 vroeg president Ronald Reagan budget voor de uitbreiding van het programma aan het Amerikaanse Congres en middels de International Security and Development Cooperation Act werden de opdrachten en statuten van de Federal Air Marshal Service uitgebreid die zo de werking ondersteunden. In tegenstelling tot de indruk die de hedendaagse "Our Mission" verklaring van de Transportation Security Administration geeft, begon het FAM-programma als reactie op binnenlandse kapingen en operationele vluchten van FAM werden bijna uitsluitend uitgevoerd op binnenlandse Amerikaanse vluchten tot 1985. Na de kaping van TWA Flight 847 in 1985 en de regelgeving van de International Security and Development Cooperation Act werd het aantal FAM's verhoogd en hun focus verbreedde naar internationale Amerikaanse luchtvaartmaatschappijen. Vanwege de weerstand van verschillende landen, waaronder het Verenigd Koninkrijk en de Bondsrepubliek Duitsland, tegen met vuurwapens bewapende personen die hun land aandeden, was de controle op internationale vluchten aanvankelijk sporadisch en onregelmatig. De internationale weerstand werd overwonnen door onderhandelingen en duidelijke afspraken over de voorwaarden en behandeling van de vuurwapens bij het betreden van buitenlands grondgebied. Zo konden de FAM's voortaan wereldwijd opereren voor het uitvoeren van hun missie om de Amerikaanse luchtvaart te beschermen tegen kaping.
In 1992 huurde generaal-majoor Orlo Steele, toenmalig Associate Administrator voor Civil Aviation Security van de FAA, Greg McLaughlin in als directeur van het Federal Air Marshal-programma. McLaughlin werkte in Frankfurt, Duitsland, en onderzocht het bombardement op Pan Am vlucht 103. McLaughlin veranderde het Federal Air Marshal-programma in een volledig vrijwillig programma. Het vrijwillige karakter van het programma en de inspanningen van McLaughlin en Steele transformerden de beperkte slagkracht van de Federal Air Marshals naar een veel hoger niveau. Vanaf 1992 tot vlak na de aanslagen op 9/11 hadden de airmarchals een van de zwaarste vuurwapenkwalificatienormen ter wereld. Een studie van het Joint Special Operations Command (JSOC) die pas recenter publiek gepubliceerd kon worden, maar reeds geschreven en als geheim geklasseerd in die periode, rangschikte de Federal Air Marshals tot de top 1% van de gevechtsschutters ter wereld. Dit is niet langer het geval vanwege veranderingen in opleidingsniveau en training.
Vóór de aanslagen op 11 september 2001 had de Federal Air Marshal Service een in aantal wisselend kader van FAM's, dit afhankelijk van overheidsfinanciering. Hoewel 50 posities door het Congres waren goedgekeurd, waren op 11 september 2001 slechts 33 FAM's actief. Als gevolg van de aanslagen van 11 september gaf president George W. Bush opdracht tot de snelle uitbreiding van de Federal Air Marshal Service. Veel nieuwe medewerkers waren agenten van andere federale instanties, zoals de United States Border Patrol, het Federal Bureau of Prisons (BOP), de DEA, de National Park Service, de FBI, het Bureau of Alcohol, Tobacco, Firearms and Explosives, de Immigration and Naturalization Service, US Housing and Urban Development Office van de inspecteur-generaal (OIG), US Postal Inspection Service (USPIS), de IRS Criminal Investigation Division en vele anderen. Onmiddellijk na de aanslagen op 9/11, was toenmalig directeur McLaughlin belast met het aannemen en trainen van 600 airmarshals in één maand, een indrukwekkende prestatie die door geen enkele overheidsinstantie herhaald is. Een geheim aantal kandidaten werd later ingehuurd, opgeleid en ingezet op vluchten over de hele wereld. Vanaf augustus 2013 wordt dit aantal geschat op ongeveer 4.000. Momenteel zijn deze FAM's de primaire wetshandhavingsentiteit binnen de Transportation Security Administration (TSA).
Op 16 oktober 2005 keurde de minister van Binnenlandse Veiligheid, Michael Chertoff, de overdracht goed van de Federal Air Marshal Service van de U.S. Immigration and Customs Enforcement (ICE) naar de TSA als onderdeel van een bredere afdelingsreorganisatie om de organisatie van het Department of Homeland Security beter in overeenstemming te brengen met de vernieuwde objectieven van het ministerie waaronder de consolidering en versterking van de handhaving en veiligheid van de luchtvaart op federaal niveau en de verbetering van de coördinatie en efficiëntie van luchtvaartbeveiligingsoperaties.
Als onderdeel van deze herschikking werd de directeur van de Federal Air Marshal Service ook assistent-beheerder voor het TSA Office of Law Enforcement (OLE), dat bijna alle TSA-rechtshandhavingsdiensten huisvest.
In maart 2014 kondigde directeur Robert Bray aan dat zes van de zesentwintig kantoren van de dienst in 2016 zouden worden gesloten. Reden was de verkleining van het operationele budget van $ 966 tot $ 805 miljoen. De Transportation Security Administration gaf aan dat er bij deze bezuinigingsoperatie geen banen verloren zouden gaan.